# Династички сукоби у Византији (1321-1328)
Династички сукоби у Византији (1321-1328) били су унутрашњи династички сукоби између чланова византијске династијe Палеолога. Сукоби су избили 1321. године, недуго након смрти цара-савладара Михајла IX Палеолога, када се против старог цара Андроника II Палеолога побунио његов унук Андроник III Палеолог, који се прогласио за цара. Сукоби су вођени у неколико фаза, а окончани су тек 1328. године, победом младог цара.

## Први сукоб
Андроник III је имао много присталица. Најважнији међу њима били су Јован Кантакузин и Сиргијан Палеолог који су били намесници у Тракији где је незадовољство старим царем било највеће. На Ускрс 1321. године, Андроник III је побегао у Једрене одакле је покренуо устанак против свога деде. Сиргијан је повео велику војску ка Цариграду и присилио старијег Анроника на преговоре. Дана 6. јуна 1321. године потписан је договор по коме Андроник млађи постаје царев савладар и добија Тракију и Македонију.

## Други сукоб
Споразум из 1321. године није дуго потрајао. Сиргијан је сматрао да је недовољно награђен за своју помоћ пружену Андронику III. Није био задовољан ни Андрониковим односем према њему јер је било очигледно да Андроник млађи више цени Јована Канталузина. Неки историчари бележе да је Андроник покушао да заведе Сиргијанову супругу. Због тога Сиргијан мења страну и придружује се Андронику II кога наговара да настави рат са својим унуком. Међутим, исте године склопљен је још један договор између двојице Андроника, а Сиргијан је осуђен на доживотну затворску казну.

## Трећи сукоб
Нови сукоб између деде и унука избио је у фенруару 1327. године. Овога пута су се у сукоб умешале и балканске земље: Србија и Бугарска. Бугари на челу са Михаилом Шишманом стају на страну млађег Андроника, а Срби на челу са Стефаном Дечанским стају на страну старијег Андроника. Битке су вођене на просторима Македоније. Андроник III осваја Солун и у мају 1328. године улази у Цариград где приморава свог деду на абдикацију. Стари цар је одведен у манастир где је умро 13. фебруара 1332. године.